# 科学的神話

「アイザック・ニュートンとリンゴの木」は、万有引力の理論をわかりやすく、神話的に説明してくれる組み合わせである

科学的神話(scientific myth)とは科学にまつわる神話である。例えば科学的な発見はたいてい、継続的な実験と推論の結果ではなく、英雄的な人物によるドラマティックな洞察力のひらめきとして提示される理論を軸に神話的な描き方をされる。あるいはニュートンの万有引力の発見はふつう彼の頭のうえにリンゴが落ちてきた結果であるかのように語られる。ニュートンが落ちてくるリンゴを観察したこと自体は彼がこの問題を考察するきっかけの一部でしかなく、それが十分に理論として成熟するまでにはおよそ20年の月日が流れている。だからこそこのリンゴの物語は神話と形容されるのである。
こうした問題がどれほど起こり、どれだけ深刻なのかについては議論の余地が残る。科学史家のダグラス・オールチンは神話的な説明はひとを誤らせるという。なぜならそういった説明は、オーソリティーフィギュア（権威像）によって伝えられていき、仮説と検証の重要性を過小評価してしまうからである。ウェスターランドとフェアバンクスも科学がロマンティックに説明されることでその本質が歪められてしまう傾向にあることを認めているが、メンデルによる法則の発見に関しては、オールチンがメンデルの役割と理論について過大評価していると指摘している。

## 関連文献
- Magnus Pyke (1962), The Science Myth, Macmillan
- E. A. Bayne (1969), The Social Reality of Scientific Myth, Science and Social Change, American Universities Field Staff
- Earl R. Mac Cormac (1976), Metaphor and Myth in Science and Religion, Duke University Press
- Yehoyakim Stein (2005), The Psychoanalysis Of Science: The Role Of Metaphor, Paraprax, Lacunae And Myth, Sussex Academic Press, ISBN 9781845190705